# 신린아
신린아(2009년 5월 14일~)는 대한민국의 배우이자 모델이다.

## 학력
- 광주광명초등학교 (졸업)
- 신현중학교 (졸업)

## 출연 작품

### 영화
- 2014년 《초록이와 스토커 아저씨》[2] ... 딸 한수빈 역
- 2014년 《국제시장》 ... 어린 윤막순[3] 역
- 2015년 《악인은 살아 있다》 ... 한연우 역
- 2016년 《덕혜옹주》 ... 5세 어린 시절의 덕혜옹주 이덕혜[4] 역
- 2017년 《장산범》 ... 여자애(여강숙) 역
- 2017년 《살인자의 기억법》 ... 어린 김은희[5] 역
- 2020년 《악몽》 ... 이예림 역

### 드라마
- 2014년 SBS 주말 특별기획 드라마 《끝없는 사랑》 ... 한에스더 역
- 2014년 MBC 수목드라마 《내 생애 봄날》 ... 어린 강푸른[6] 역
- 2014년 MBC 주말드라마 《왔다! 장보리》 ... 영숙 딸 역
- 2014년 MBC 일일드라마 《소원을 말해봐》 ... 한지숙 역
- 2015년 MBC 월화드라마 《화정》 ... 어린 김개시[7] 역
- 2015년 SBS 아침드라마 《황홀한 이웃》 ... 박새봄 역
- 2015년 SBS 주말드라마 《내 마음 반짝반짝》 ... 어린 이순정[8] 역
- 2015년 JTBC 금토드라마 《사랑하는 은동아》 ... 유민아 역
- 2015년 SBS 월화드라마 《미세스 캅》 ... 어린 서하은[9] 역
- 2016년 MBC 주말드라마 《결혼계약》 ... 차은성 역
- 2016년 SBS 드라마 스페셜 《푸른 바다의 전설》 ... 서유나 역
- 2017년 SBS 월화드라마 《피고인》 ... 박하연 역
- 2017년 tvN 토일드라마 《명불허전》 ... 황연이 역
- 2017년 KBS2 단막극 《KBS 드라마 스페셜 - 정마담의 마지막 일주일》 ... 박은미 역
- 2017년 tvN 수목드라마 《슬기로운 감빵생활》 ... 어린 김지호[10] 역
- 2018년 SBS 드라마 스페셜 《리턴》 ... 강달래 역
- 2018년 KBS2 월화드라마 《러블리 호러블리》 ... 어린 오을순[11] 역
- 2018년 MBC 주말특별기획 《숨바꼭질》 ... 어린 민수아[12] 역
- 2018년 SBS 드라마 스페셜 《흉부외과 - 심장을 훔친 의사들》 ... 이윤서[13] 역
- 2019년 MBC 월화드라마 《아이템》 ... 강다인 역
- 2021년 KBS1 특집드라마 《구미호 레시피》 ... 김소연 역
- 2021년 SBS 월화드라마 《라켓소년단》 ... 어린 한세윤[14] 역
- 2022년 Netflix 《글리치》 ... 어린 홍지효[15] 역

## 수상 및 후보
| 연도 | 시상식       | 부문              | 작품                                       | 결과 |
| ---- | ------------ | ----------------- | ------------------------------------------ | ---- |
| 2016 | MBC 연기대상 | 아역상            | 결혼계약                                   | 후보 |
| 2017 | SBS 연기대상 | 청소년연기상      | 피고인                                     | 후보 |
| 2017 | KBS 연기대상 | 여자 청소년연기상 | KBS 드라마 스페셜 - 정마담의 마지막 일주일 | 후보 |
| 2018 | KBS 연기대상 | 여자 청소년연기상 | 러블리 호러블리                            | 후보 |